# Tessellis
Tessellis S.p.A. (abans Tiscali S.p.A.) és una empresa italiana de telecomunicacions fundada l'any 1999 amb l'objectiu d'oferir serveis de telefonia fixa a Itàlia.
L'any 2009 va decidir oferir també serveis de telefonia mòbil i va fundar Tiscali Mobile, un operador virtual de telefonia mòbil que es basa en la infraestructura de xarxa mòbil de TIM.

## Grup Tiscali

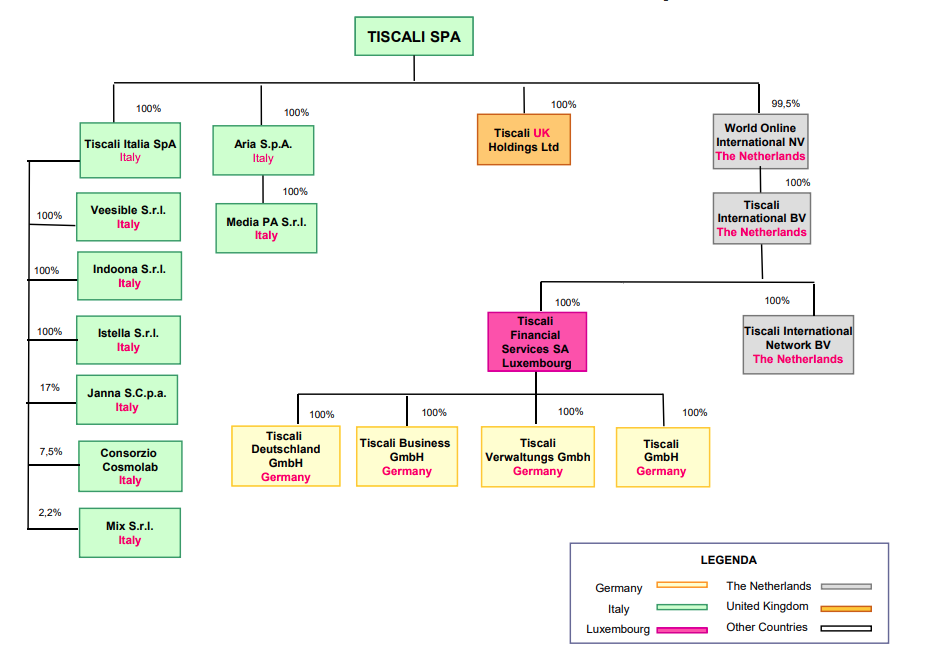
Grup Tiscali

Tiscali S.p.A. té dues societats a Itàlia, Tiscali Italia S.p.A. i Aria S.p.A. (i les seves filials), una al Regne Unit, és a dir, Tiscali UK Holdings Ltd., i una als Països Baixos, World Online International N.V. Aquesta última també participa indirectament d'una societat luxemburguesa, Tiscali Financial Services S.A. Luxemburg, que al seu torn és propietària de Tiscali Deutschland GmbH i d'altres sucursals alemanyes.